# 田代峠 (宮城県・山形県)
田代峠（たしろとうげ）は、山形県最上郡最上町と宮城県加美郡加美町を結ぶ峠である。標高550メートル。

## 概要
山形県道・宮城県道262号最上小野田線が通っており、未舗装、大型車通行止、冬季通行止である。県境越えの区間は、別名田代林道、ビングシ（鬢櫛）林道とも呼ばれている。
藩政時代からの歴史があり、馬産地である現最上町からは馬が、現加美町からは米が運ばれた。また、現加美町内には馬頭観音があり、現最上町側の馬産関係者の信仰を集めていたため、その参詣路としても使われていた。その一方、間道であったため密輸が横行していたと言われており、宮城県側には仙台藩の番所（時代により、元田代番所、田代番所と変遷する）が置かれていた。
以前は宮城県側の二ツ石ダム建設作業の為、平日の通行が制限されていたが、現在は規制は無く冬季閉鎖時期以外であれば二ツ石ダム側（寒風沢集落側）からのアクセスは終日可能である。積雪がある場合には寒風沢の二ツ石橋から先は除雪がされない為、田代峠はもとより二ツ石ダムまでも通行する事は出来ない。同様に積雪時期は湯の倉方面及び寒風沢の林道側からのアクセスも不可能である。
峠には、1968年（昭和43年）1月17日に当地で墜落死した、航空自衛隊松島基地所属のF86Fセイバー戦闘機のパイロット、紙西一等空尉の慰霊碑がある。峠の周辺には元田代高原があり、原生花園が広がっている。